# 合姑洛乡
合姑洛乡，是中华人民共和国四川省凉山彝族自治州美姑县下辖的一个乡镇级行政单位。

## 行政区划
合姑洛乡下辖以下地区：
洛觉村、齐色村、合姑洛村、采嘎村、瓦曲拖村、四吉村、马红村和沙洛村。